# Ана Пастор Хуліан
Ана Марія Пастор Хуліан (ісп. Ana María Pastor Julián; нар. 11 листопада 1957, Кубільйос) — іспанський політик, член Народної партії. Міністр розвитку в уряді Маріано Рахоя.

## Біографія
Ана Пастор Хуліан вивчала медицину і хірургію в Університеті Саламанки. Після закінчення навчання працювала на держслужбі у Понтеведрі. У 2000 році була обрана депутатом нижньої палати іспанського парламенту від виборчого округу Понтеведра. Обіймала посади у міністерстві освіти, культури і спорту, апараті уряду і міністерстві внутрішніх справ. У 2002–2004 роках обіймала посаду міністра охорони здоров'я Іспанії. 22 грудня 2011 Ана Пастор Хуліан була призначена міністром розвитку Іспанії.